# Medetera deserticola
Medetera deserticola är en tvåvingeart som först beskrevs av Stackelberg 1926.  Medetera deserticola ingår i släktet Medetera och familjen styltflugor. Inga underarter finns listade i Catalogue of Life.